# Gynandromyia bafwankei
Gynandromyia bafwankei là một loài ruồi trong họ Tachinidae.